# 膝躍反射

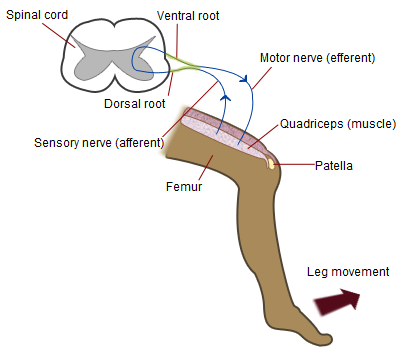
膝跳反射(膝跳反射)

膝躍反射，或称膝腱反射、膝跳反射（英語:Knee jerk reflex）是一種反射动作，当膝关节半屈和小腿自由下垂时，輕敲一下膝蓋骨下方，引起股四头肌收缩，小腿就會往前踢的反应。反射弧的传入和传出途径都通过支配股四头肌的脊神经，中枢在脊髓第三、四腰节段。
這種反射動作屬單突觸反射，因為只需要單一突觸的通路即可完成這個反射，並不會經過聯絡神经元的傳導。輕敲膝蓋下方會導致大腿伸肌收縮，而屈肌則會舒張。在肌肉產生反應後訊息會被傳到脊髓，再經由脊髓腹角的突觸將送回到肌肉，進而完成整個反射反應。這個過程需要大約50毫秒的時間。

## 临床意义
锤子敲击后，腿通常会伸展一次并静止。这种反射的缺失或减少是有问题的，被称为韦斯特法尔征。 在下运动神经元病变和睡眠期间，这种反射可能会减弱或消失。

## 外部連結
- 膝跳反射(Stretch reflex) （页面存档备份，存于）